# Ending on a High Note - The Final Concert
Ending on a High Note - The Final Concert est le tout dernier concert du groupe norvégien a-ha donné à Oslo le 4 décembre 2010 à l'Oslo Spektrum en Norvège. Il sort en France le 4 avril 2011.
Il sort en plusieurs formats : en CD, en coffret double CD incluant également un DVD. Le DVD sort également à part ainsi qu'une version Blu-ray.
L'album atteindra la 31e place des classements musicaux en France.[réf. nécessaire]

## Titres de l'album live
| No  | Titre                         | Durée |
| --- | ----------------------------- | ----- |
| 1.  | The Sun Always Shines on T.V. | 05.28 |
| 2.  | The Blood That Moves the Body | 04.18 |
| 3.  | Scoundrel Days                | 04.20 |
| 4.  | The Swing of Things           | 04.29 |
| 5.  | Forever Not Yours             | 04.04 |
| 6.  | Stay on These Roads           | 04.55 |
| 7.  | Manhattan Skyline             | 05.07 |
| 8.  | Hunting High and Low          | 04.36 |
| 9.  | Minor Earth Major Sky         | 03.23 |
| 10. | Summer Moved On               | 04.57 |
| 11. | I've Been Losing You          | 03.43 |
| 12. | Foot of the Mountain          | 04.10 |
| 13. | Cry Wolf                      | 04.38 |
| 14. | Analogue                      | 04.36 |
| 15. | The Living Daylights          | 05.10 |
| 16. | Take on Me                    | 04.48 |

Titres supplémentaires de la version « Super Deluxe » : 
- Move to Memphis
- We're looking for the whales
- Butterfly, Butterfly (The last hurrah)
- Crying in the rain